# 真如
真如（しんにょ、巴, 梵: tathatā、蔵: de bzhin nyid）は、原義では「あるがままであること」「そのような状態」という意味であり、物事の真理・実際のあり方 (the way things are in truth or actuality)、無名で無個性な現実 (nameless and characterless reality)のことである。
『金剛般若経』のサンスクリット本に出て、「真如性」と訳されている。「真」とは真実、「如」とは如常の意味である。諸法の体性虚妄を離れて真実であるから真といい、常住であり不変不改であるから如と言うとされる。
真如はまた、法、自性清浄心、仏性、法身、如来蔵、実相、法界、法性、円成実性と同体異名であるとされる。

## 釈迦
釈迦は自身のことをTathāgata（如来）と呼んでおり、これは「こうして来た人 (One who has thus come)」「こうして去って行った人 (One who has thus gone)」を意味し、また「そのような境地に達した者」とも解釈できる。

## 大乗仏教

### 一真如
『大乗起信論』に、「真生未分の一心」とあり、一真法界には差別がないことを言う。

### 二真如

#### 随縁真如・不変真如
無明の縁にしたがって九界の妄法を起すのを随縁真如といい、随縁して妄法となるがその真性は不変であるのを不変真如という。よって、随縁真如であるから真如即萬法であり、不変真如であるから萬法即真如である。これは華厳教の終教・天台教の別教以上でいうことである。

#### 空真如・不空真如
真如の究竟して染法を離れることが明鏡のようであるのを空真如といい、真如は一切の清浄法を備えているのが明鏡にすべての様相を写すようなことを不空真如という。これは『釈摩訶衍論』の説である。

#### 清浄真如・染浄真如
これは随縁真如・不変真如の異名である。

#### 有垢真如・無垢真如
衆生が具えている真如を有垢真如といい、諸仏に顕されているものを無垢真如という。『摩訶止観』に説かれている。これは、『大乗起信論』には在纏真如・出纏真如と呼ばれている。

#### 生空真如・法空真如
人我の空を顕す真如を生空真如、法我の空を顕す真如を法空真如といい、『唯識論』に説かれる。

#### 依言真如・離言真如
真如の体は本来言葉にはできず、心に思うこともできないので、これを離言真如という。言葉を仮設することでその相を表すのを依言真如という。これは『大乗起信論』の説。
これを『華厳大疏鈔』では、相待真如、絶待真如と呼んでいる。

### 三真如
1. 無相真如 - 諸法の体に遍計所執がないことを言う。
2. 無生真如 - 諸法が因縁によって生じるから、実生はないことをいう。
3. 無性真如 - 諸法の真実の体は言葉も想念もないから、妄情所執の実性がないのを言う。

この三真如は『唯識論』に説かれる三無性によっている。
1. 善法真如 - 真如が随縁して善法となることを言う。
2. 不善法真如 - 真如が縁にしたがって不善法になることを言う。
3. 無記法真如 - 同じく無記法となることを言う。

『雑集論』にある。

### 七真如
1. 流転真如 - 有為法が流転（るてん）する実性を言う。
2. 実相真如 - 人法二無我に顕れる実性を言う。
3. 唯識真如 - 染浄の法の唯識の実性を言う。
4. 安立真如 - 苦諦の実性を言う。
5. 邪行真如 - 集諦の実性を言う。
6. 清浄真如 - 滅諦の実性を言う。
7. 正行真如 - 道諦の実性を言う。

流転・安立・邪行の三真如は仏にはいわない。実相・唯識・清浄の三真如は根本智の境であり、他の四は後得智の境である。

### 十真如
宇宙・万有に遍在する本来たる真如は、固より絶対であって分かつべきではないが、その徳相を顕わし、またはこれを證（証）明する歴程に区別があることより分類することがある。今は菩薩の十地に真如を分證するが、その勝徳により見て假立するものをいう。
1. 遍行真如 - 菩薩の初地に、人執・法執（主観の我、客観の物心現象に対する執見）を断じて悟る、現象の執われ（異生性障）を断滅して悟る真如。
2. 最勝真如 - 菩薩の第二地に、邪行障を断じて悟る真如。
3. 勝流真如 - 菩薩の第三地に、闇鈍障を断じて悟る真如。
4. 無摂受真如 - 菩薩の第四地に、微細煩悩（現行）障を断じて悟る真如。
5. 類無別真如 - 菩薩の第五地に、下乗（般）涅槃障を断じて悟る真如。
6. 無染浄真如 - 菩薩の第六地に、麁相現行障を断じて悟る真如。
7. 法無別真如 - 菩薩の第七地に、細相現行障を断じて悟る真如。
8. 不増減真如 - 菩薩の第八地に、無相中作加行障を断じて悟る真如。
9. 智自在所依真如 - 菩薩の第九地に、利他中不欲行障を断じて悟る真如。
10. 業自在等所依真如 - 菩薩の第十地に、諸法中に未得自在障を断じて悟る真如。